# One More Try (Timmy T)
One More Try is een nummer van de Amerikaanse zanger Timmy T. Het is de derde single van zijn debuutalbum Time After Time uit 1991. Op 7 maart van dat jaar werd het nummer op single uitgebracht.

## Achtergrond
De plaat, welke gaat over een verloren liefde, werd een grote hit in thuisland de Verenigde Staten, Zweden, het Duitse en het Nederlandse taalgebied. In de Amerikaanse Billboard Hot 100 was het goed voor een nummer 1-notering.
In Nederland was de plaat op vrijdag 29 maart 1991 Veronica Alarmschijf op Radio 3 en werd mede hierdoor een gigantische hit in de destijds twee hitlijsten op de nationale publieke popzender. De plaat bereikte de nummer 1-positie in de Nederlandse Top 40 en de 2e positie in de Nationale Top 100.
In België bereikte de plaat de 3e positie in zowel de voorloper van de Vlaamse Ultratop 50 als de Vlaamse Radio 2 Top 30.

## Hitnoteringen

### Nederlandse Top 40
| Hitnotering: 06-04-1991 t/m 29-06-1991 | Hitnotering: 06-04-1991 t/m 29-06-1991 | Hitnotering: 06-04-1991 t/m 29-06-1991 | Hitnotering: 06-04-1991 t/m 29-06-1991 | Hitnotering: 06-04-1991 t/m 29-06-1991 | Hitnotering: 06-04-1991 t/m 29-06-1991 | Hitnotering: 06-04-1991 t/m 29-06-1991 | Hitnotering: 06-04-1991 t/m 29-06-1991 | Hitnotering: 06-04-1991 t/m 29-06-1991 | Hitnotering: 06-04-1991 t/m 29-06-1991 | Hitnotering: 06-04-1991 t/m 29-06-1991 | Hitnotering: 06-04-1991 t/m 29-06-1991 | Hitnotering: 06-04-1991 t/m 29-06-1991 | Hitnotering: 06-04-1991 t/m 29-06-1991 | Hitnotering: 06-04-1991 t/m 29-06-1991 |
| Week                                   | 1                                      | 2                                      | 3                                      | 4                                      | 5                                      | 6                                      | 7                                      | 8                                      | 9                                      | 10                                     | 11                                     | 12                                     | 13                                     |                                        |
| -------------------------------------- | -------------------------------------- | -------------------------------------- | -------------------------------------- | -------------------------------------- | -------------------------------------- | -------------------------------------- | -------------------------------------- | -------------------------------------- | -------------------------------------- | -------------------------------------- | -------------------------------------- | -------------------------------------- | -------------------------------------- | -------------------------------------- |
| Nummer                                 | 21                                     | 10                                     | 5                                      | 3                                      | 2                                      | 2                                      | 1                                      | 1                                      | 3                                      | 6                                      | 14                                     | 24                                     | 39                                     | uit                                    |

### Nationale Top 100
| Hitnotering: 23-03-1991 t/m 13-07-1991 | Hitnotering: 23-03-1991 t/m 13-07-1991 | Hitnotering: 23-03-1991 t/m 13-07-1991 | Hitnotering: 23-03-1991 t/m 13-07-1991 | Hitnotering: 23-03-1991 t/m 13-07-1991 | Hitnotering: 23-03-1991 t/m 13-07-1991 | Hitnotering: 23-03-1991 t/m 13-07-1991 | Hitnotering: 23-03-1991 t/m 13-07-1991 | Hitnotering: 23-03-1991 t/m 13-07-1991 | Hitnotering: 23-03-1991 t/m 13-07-1991 | Hitnotering: 23-03-1991 t/m 13-07-1991 | Hitnotering: 23-03-1991 t/m 13-07-1991 | Hitnotering: 23-03-1991 t/m 13-07-1991 | Hitnotering: 23-03-1991 t/m 13-07-1991 | Hitnotering: 23-03-1991 t/m 13-07-1991 | Hitnotering: 23-03-1991 t/m 13-07-1991 | Hitnotering: 23-03-1991 t/m 13-07-1991 | Hitnotering: 23-03-1991 t/m 13-07-1991 | Hitnotering: 23-03-1991 t/m 13-07-1991 |
| Week                                   | 1                                      | 2                                      | 3                                      | 4                                      | 5                                      | 6                                      | 7                                      | 8                                      | 9                                      | 10                                     | 11                                     | 12                                     | 13                                     | 14                                     | 15                                     | 16                                     | 17                                     |                                        |
| -------------------------------------- | -------------------------------------- | -------------------------------------- | -------------------------------------- | -------------------------------------- | -------------------------------------- | -------------------------------------- | -------------------------------------- | -------------------------------------- | -------------------------------------- | -------------------------------------- | -------------------------------------- | -------------------------------------- | -------------------------------------- | -------------------------------------- | -------------------------------------- | -------------------------------------- | -------------------------------------- | -------------------------------------- |
| Nummer                                 | 87                                     | 45                                     | 21                                     | 10                                     | 5                                      | 3                                      | 2                                      | 2                                      | 2                                      | 2                                      | 3                                      | 4                                      | 12                                     | 20                                     | 32                                     | 51                                     | 86                                     | uit                                    |